# John Winslow (1703-1774)

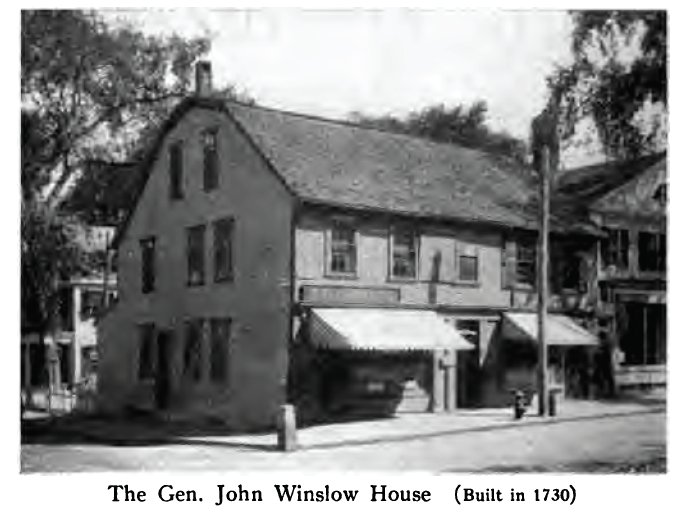
La casa del generale John Winslow House (1730), Plymouth Mass, fotografata nel 1921

John Winslow (Marshfield, 10 maggio 1703 – Hingham, 17 aprile 1774) è stato un generale britannico.

## Biografia
John Winslow apparteneva ad una delle famiglie più importanti dalla Nuova Inghilterra; il suo bisnonno Edward ed il nonno Josiah Winslow erano stati entrambi governatori della colonia di Plymouth. John nacque a Marshfield nel 1707, figlio di Sarah e Isaac Winslow. Durante la guerra di padre Rale, il fratello maggiore di Winslow, Josiah, rimase ucciso dai nativi wabanaki.
Entrato nell'esercito britannico, venne destinato a Plymouth ed ottenne il grado di capitano di una compagnia provinciale che prese parte alla fallita spedizione a Cuba del 1740. Venne quindi trasferito nel 40th Foot ad Annapolis Royal in Nuova Scozia, ed a St John's a Terranova.

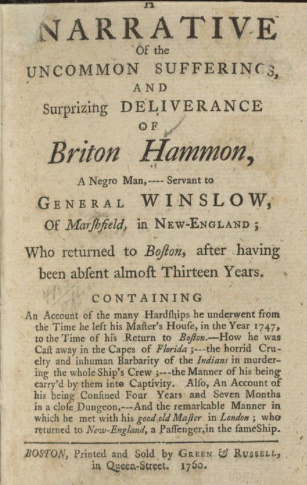
Il racconto dell'ex schivo di Winslow, Briton Hammon

Nel 1754, venne promosso maggiore generale della milizia dal governatore William Shirley del Massachusetts e posto al comando di una forza di 800 uomini inviata presso il fiume Kennebec nel Maine a consolidare le posizioni degli britannici e ad impedire il ritorno dei francesi. Qui fece costruire Fort Halifax (Maine) e Fort Western.
Nel 1755, venne nominato tenente colonnello del reggimento provinciale organizzato da Shirley per venire in aiuto al vicegovernatore Charles Lawrence della Nuova Scozia nel tentativo di privare i francesi acadiani della loro influenza nella provincia, giocando poi un ruolo importante nella presa di Fort Beauséjour nel giugno del 1755.
Nel corso della campagna della baia di Fundy del 1755, Winslow ottenne quindi l'ordine di procedere verso Grand-Pré, in Nuova Scozia, e di deportare gli acadiani locali. Anche se spesso viene additato come l'unico responsabile materiale delle deportazioni, Winslow fu una pedina di un'operazione di più vasta portata della quale fu uno degli esecutori. Il 5 settembre 1755 informò gli acadiani che avrebbero dovuto essere deportati con le loro famiglie, fatto che lo stesso Winslow definì "molto sgradevole al mio temperamento naturale" nel suo "Diario del colonnello John Winslow delle truppe provinciale, incaricato della rimozione degli acadiani da Grand Pre". I numerosi ritardi nell'arrivo dei trasporti incepparono le operazioni, ma a novembre 1510 acadiani erano già stati portati in Pennsylvania, nel Maryland ed in altre colonie britanniche a sud.
Winslow tornò nel Massachusetts nel novembre del 1755, ma solo per un paio di mesi dal momento che venne nominato dal comandante in capo Shirley al ruolo di comandante delle truppe provinciali in una spedizione contro Fort St. Frédéric, presso New York. Ad ogni modo, nel marzo del 1756 il nuovo comandante in capo, lord Loudoun, giunse dalla Gran Bretagna e Winslow si scontrò con lui per l'integrazione delle truppe provinciali in quelle ordinarie, dal momento che le prime erano sottoposte notoriamente ad un regime più duro e restrittivo dei soldati regolari. Quella che inizialmente venne avanzata come una richiesta, si sviluppò in un vero e proprio ammutinamento delle truppe provinciali, ma Winslow alla fine riuscì a trovare una quadra con Loudoun.
Nel 1757 Winslow tornò nel Massachusetts e si dedicò alla vita civile. Rappresentò Marshfield alla General Court dal 1757 al 1758 e dal 1761 al 1765. Nel 1762 prestò servizio come membro della commissione del confine del fiume St Croix, e nel 1766 si spostò a Hingham dove poi morì nel 1774.
Uno dei suoi schiavi fu Briton Hammon che pubblicò un libro dal titolo Narrative of the Uncommon Suffering and Surprizing Deliverance of Briton Hammon, a Negro Man nel 1760.

## Matrimonio e figli
Nel 1725, sposò Mary Little, discendente di Richard Warren. La coppia ebbe insieme tre figli: Josiah, Pelham ed Isaac Winslow.